# Strada provinciale 82 Gaggio-Masera
La strada provinciale 82 Gaggio-Masera è una strada provinciale italiana della città metropolitana di Bologna. Fino al momento in cui la strada statale 65 della Futa fu declassata a provinciale, la Gaggio-Masera era classificata come strada provinciale 65.

## Percorso
Nel centro di Gaggio Montano, dalla ex SS 623, la strada sale per uscire dall'abitato a sud-ovest e raggiungere, nel comune di Lizzano in Belvedere, le località di Gabba e Grecchia. A Querciola (823 m s.l.m.) si trova l'incrocio con la SP 66, da dove la strada ridiscende fino al Valico Masera (762 m s.l.m.) e all'intersezione con l'ex SS 324. A breve distanza da lì ha origine il secondo tronco della SP 71.